# 9861 Jahreiss
9861 Jahreiss eller 1991 RB3 är en asteroid i huvudbältet som upptäcktes den 9 september 1991 av de båda tyska astronomen Freimut Börngen och Lutz D. Schmadel vid Tautenburg-observatoriet. Den är uppkallad efter Hartmut Jahreiß.
Asteroiden har en diameter på ungefär 3 kilometer.